# アルノー・ルサンバ
アルノー・ルサンバ（Arnaud Lusamba、1997年1月4日 - ）は、フランス・メス出身のサッカー選手。スュペル・リグ・アランヤスポル所属。ポジションはMF。

## クラブ経歴
2010年にASナンシーの下部組織に加入し、2014年8月1日、ディジョンFCO戦にてトップチームデビュー。
2016年7月19日、OGCニースに4年契約で移籍した。
2019年3月8日、サークル・ブルッヘにレンタル移籍した。

## 代表経歴
両親がコンゴ民主共和国出身のため、フランス代表とコンゴ民主共和国代表を選択できたが、ユース代表ではフランスを選択した。
2022年9月、コンゴ民主共和国代表に招集され、ブルンジ代表との親善試合でA代表初出場。